# Marussia F1
Marussia F1 (senere Manor Marussia F1) var et Formel 1 hold der konkurrerede i årene 2012-2014 og 2015 under navnet 'Manor Marussia F1'